# Крищук, Николай Владимирович
Николай Владимирович Крищук (род. 30 сентября 1958, Сланцы, Ленинградская область) — советский футболист, защитник, полузащитник, российский тренер. Работает тренером-преподавателем Центра подготовки молодых футболистов ФК «Амкар».

## Биография
Николай Владимирович Крищук родился 30 сентября 1958 года в городе Сланцы Сланцевского района Ленинградской области.
Воспитанник ленинградского футбола. С 1976 года — в составе «Зенита». В высшей лиге дебютировал 26 августа 1977 в домашнем матче против «Динамо» Тбилиси, выйдя на замену на 79 минуте. 2 октября в гостевом матче с московским «Торпедо» вышел на 74 минуте. В следующем сезоне провёл 21 игру, забил один мяч — в ворота «Днепра» 26 июня (2:2). Не выдержав конкуренции, в середине сезона-1979 перешёл в ленинградское «Динамо». Впоследствии выступал в клубах второй лиги «Локомотив» Челябинск (1980—1981), СКА Хабаровск (1982), «Звезда» Пермь (1984—1986), «Торпедо» Курган (1987).
Окончил Государственный дважды орденоносный институт физической культуры имени П. Ф. Лесгафта.
В 2004—2006 годах работал тренером дублирующего состава пермского «Амкара».
Работает тренером-преподавателем Центра подготовки молодых футболистов ФК «Амкар», в 2020 году занимался с группой начальной подготовки 3-го года обучения НП-2, 2006 год рождения.